# Salix sitchensis
Espèce

Salix  sitchensis, le saule de Sitka (en anglais, sitka willow) ou le saule velours (en anglais velvet willow), est une espèce de plantes à fleurs de la famille des Salicaceae. C'est un saule originaire du nord-ouest de l'Amérique du Nord.

## Synonymie
- Salix coulteri ;
- Salix cuneata.

## Description
Salix sitchensis  est variable en apparence. Il peut prendre la forme d'un arbuste touffu ou d'un arbre érigé jusqu'à 8 m de haut. Les feuilles font jusqu'à 12 cm de long, elles sont en forme de lance ou ovales avec une pointe, à bord lisse ou denté, souvent avec les bords roulés. Le dessous est de velu à laineux et les surfaces supérieures sont principalement glabres et vert foncé.
L'inflorescence est souvent un fin chaton, court et robuste. Les chatons mâles font jusqu'à 6 cm de long. Les chatons femelles sont plus longs, dépassant parfois 10 cm et grandissant jusqu'à ce que les fruits aient terminé leur développement. La floraison a lieu en mars en Californie.

## Répartition et habitat

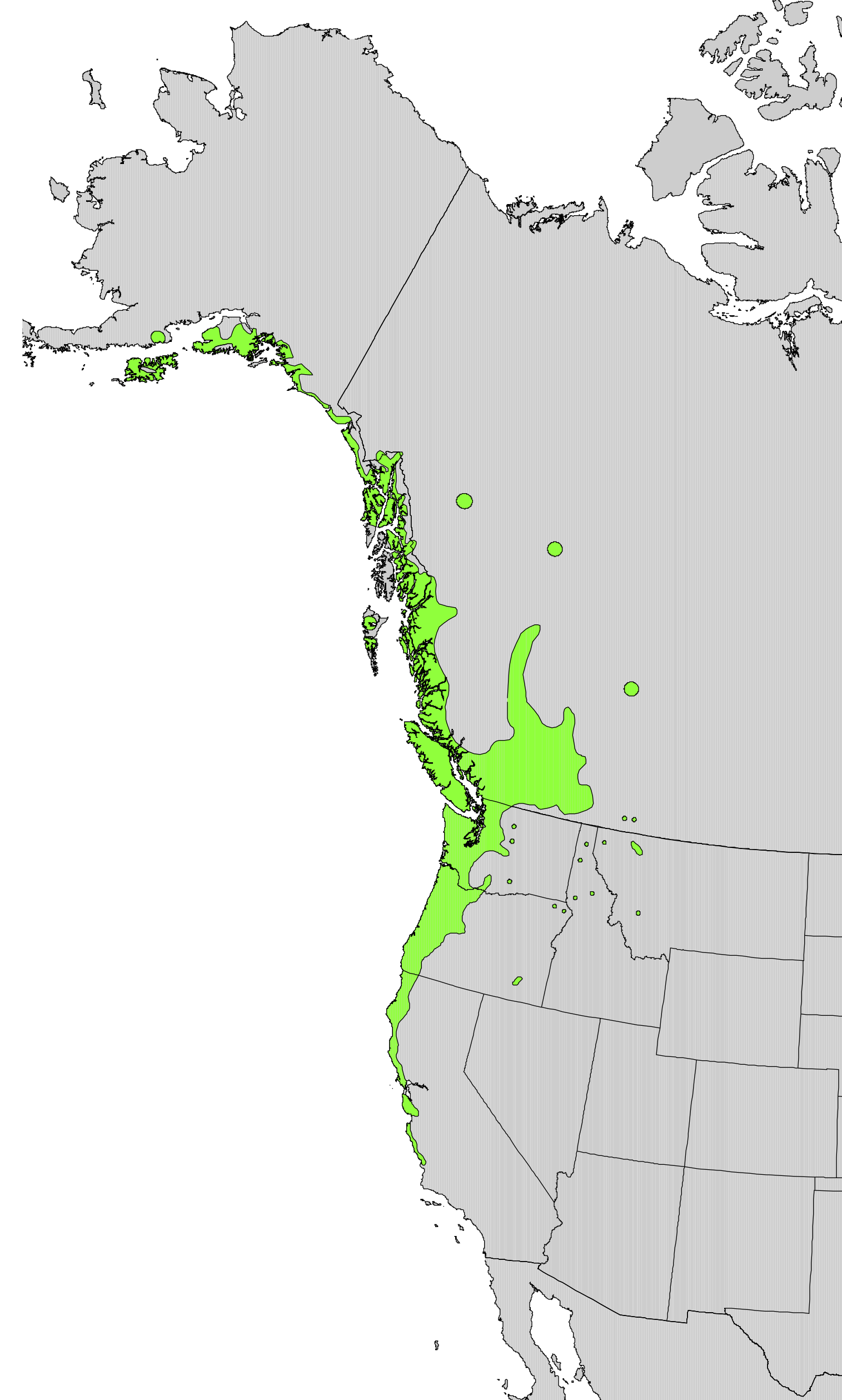
Distribution naturelle.

On trouve ce saule de l'Alaska au nord de la Californie et au Montana.
Il est de commun à abondant dans de nombreux types de zones côtières et intérieures humides, dans des habitats, tels que marais, berges, lagunes côtières,  dunes de sable et sources de montagne.